# Mongoloniscus koreanus
Mongoloniscus koreanus är en kräftdjursart som beskrevs av Karl Wilhelm Verhoeff 1930. Mongoloniscus koreanus ingår i släktet Mongoloniscus och familjen Trachelipodidae. Inga underarter finns listade i Catalogue of Life.